# 張啟榮
張啟榮是一位香港編劇，於2012年加入無綫電視。其参与編劇的作品《梟雄》獲得2015年萬千星輝頒獎典禮最佳劇集，《跳躍生命線》獲得2018年萬千星輝頒獎典禮最佳劇集。2021年6月15日，担任编剧的电视剧《刑侦日记》在优酷视频播出。2022年6月12日，担任编剧的电视剧《狮子山下的故事》在中央电视台综合频道黄金档剧场、腾讯视频播出。

### 電視劇（香港無綫電視）
- 2013年：《仁心解碼II》[3]
- 2014年：《單戀雙城》、《載得有情人》
- 2015年：《無雙譜 (2015年電視劇)》、《梟雄》、《刀下留人》
- 2016年：《巨輪II》
- 2017年：《迷》
- 2018年：《平安谷之詭谷傳說》、《跳躍生命線》
- 2019年：《多功能老婆》
- 2021年：《刑偵日記》
- 2022年：《有種好男人》
- 2024年：《黑色月光》

### 電視劇（中國內地／合拍劇）
- 2022年：《獅子山下的故事》